# Central Potiguar
Central Potiguar è una mesoregione del Rio Grande do Norte in Brasile.

## Microregioni
È suddivisa in 5 microregioni:
- Angicos
- Macau
- Seridó Ocidental
- Seridó Oriental
- Serra de Santana